# 女芸人No.1決定戦 THE W
『女芸人No.1決定戦 THE W』（おんなげいにんナンバーワンけっていせん ザ・ダブリュー）は、吉本興業と日本テレビが主催・運営する日本のお笑いコンテスト。最も面白い女性お笑い芸人を決めるコンテストであり、大会名にある「W」は、「WOMAN（女性）」と、「WARAI（笑い）」のそれぞれの頭文字を意味している。

## 概要
『M-1グランプリ』（朝日放送テレビ制作、テレビ朝日制作協力）や『R-1ぐらんぷり』（関西テレビ制作）、『キングオブコント』（TBSテレビ制作）及び過去にコンテストとして実施された『THE MANZAI』（フジテレビ制作）に次ぐ吉本興業主催のお笑い王座決定戦で、史上初の女性芸人による日本一を決めるお笑いコンテストである。
出場資格は女性のみでプロアマ・芸歴・芸種・人数を問わず、上記の大会では出場条件は大会に沿った形式（例：M-1は漫才、R-1はピン芸など）があるもののTHE Wは参加条件が女性だけでネタの条件は特にない。こういったことから本大会は「何でもありの、異種格闘技戦」とも謳われている。
日本テレビ制作のお笑いコンテストは2010年に『S-1バトル』、2013年に『ワラチャン!』が開催されるもいずれも1回で終了したため、常設のお笑いコンテストをテレビ東京と共に持っていなかったが、同局制作の『世界の果てまでイッテQ!』での森三中やイモトアヤコなど女芸人の活躍を受けこの大会が新設された。なお、女性芸人が他局のコンテストで優勝した事例は本大会創設当時2002年の第1回『R-1ぐらんぷり』のだいたひかるが唯一となっており、「1番面白い女性芸人を決める大会」をという女性芸人からの要望を受けて本大会が誕生したとされている。2018年には第2回大会が開催され、日本テレビ制作で複数回開催されたお笑いコンテストもこれが初めてである。
第6回（2022年）までに使用された本大会のメインロゴは、大岩Larry正志が手掛けたものである。出囃子は安室奈美恵「Showtime」（第1回 - 第5回）、あっこゴリラ「GRRRLISM」（第6回 - ）。

## 参加規定
- 上記の通り出場できるのは女性のみで[注 4]、男女コンビは出場不可であるものの、男女コンビの女性メンバーがピン芸人として出場することは可能。また通常活動しているものとは異なる即席コンビ・グループでも出場可。
- プロアマ不問、そして所属事務所・芸歴・人数・芸種・芸風も制限はないが、コントで参加する場合はエントリーの際にコントの内容と使用する楽曲を記入しなければならない。
- 小道具・大道具・音響の使用が認められている（Aマッソが2020年の第4回大会でプロジェクションマッピングを用いた映像漫才を披露した[11]ように、事実上漫才についてもこれらの使用が認められている。よって本大会ではM-1グランプリでは不可とされる漫才が見られる場合がある。
- 第3回（2019年）からは、1人が「コンビとピン」「グループとコンビ」のように2エントリーまで併願が可能になった（ただし同じピン芸人、同じコンビが異なるキャラクターで2エントリーするなどということは不可）。またこの回においては、1回戦の予選会場（東京、大阪）に行くのが困難な遠方の人や舞台慣れしていないアマチュア出場者に配慮して「動画エントリー」が設けられた[12][13]（動画審査は1回戦のみ、2回戦以降は会場審査へ）。
- エントリー料は1組2000円。第3回で設けられていた動画審査へのエントリーにも、2000円を指定の口座に払い込むこととなっていた[13]。なお1回戦が全て動画審査になった第4回（2020年）以降は1回戦出場のエントリー料が不要、2回戦以降の出場者のみ支払いを義務付けている[14]。

## 予選
1回戦は動画審査のみ。2回戦は東京と大阪で、準決勝は東京のみで開催される。ネタ制限時間は、1回戦は2分、2回戦以降は4分。
1回戦の会場の変遷などについては以下の通り。
- 第1回（2017年）：東京・大阪・名古屋・福岡・札幌・沖縄で開催されたが、名古屋・福岡・札幌・沖縄の各予選（10月22日実施）についてはエントリー数が少なかったため、観客を入れず、審査員の前で直接ネタ見せという形式となった。また当日は台風21号の影響で集合時間に会場へ来られないことも考えられたため、動画審査も行う措置も併せて執られた[16]。なお当日の合格者は各会場から必ず出すというわけではなく、全会場一括で審査が行われた（そのため、第1回においては札幌予選の出場者は全組1回戦敗退となった）[17]。
- 第2回（2018年）：福岡1回戦はエントリーが26組集まったことから、観客を入れての開催となった[18]。なお名古屋・札幌・沖縄の各予選については、前年同様エントリー数が少なかったという都合上指定された会場において観客無しでネタを収録した上、3会場一括での審査となった[19][20]。
- 第3回（2019年）：上記のように遠方の出場希望者などのために動画エントリーが新設されたため[12]、東京・大阪両会場以外の1回戦の会場審査は無くなった[13]。なお、動画審査合格者も2回戦以降は会場審査に合流して出場する。
- 第4回（2020年）以降：1回戦が動画審査のみとなった[14]。

### シード権
- 第1回（2017年）：主催者が定める過去のお笑いコンテスト（NHK新人お笑い大賞[注 6]、ABCお笑い新人グランプリ[注 7][21]→ABCお笑いグランプリ、M-1グランプリ、R-1ぐらんぷり、歌ネタ王決定戦[注 8]）の決勝進出者はシード権が与えられて1回戦は免除となり2回戦からの登場となった。これについて本大会事務局は「第1回なので過去のこの大会の実績がないため、このようなルールを特別に設定した」としている[21]。
- 第2回（2018年）：前回（2017年）大会の準決勝以上進出者のみシード権が与えられ1回戦免除[23]。
- 第3回（2019年）：過去の準決勝以上進出者は全てシードで1回戦免除[13] 。
- 第4回（2020年）以降：直近の2大会（前年大会及び前々年大会）それぞれでの準決勝以上進出者のみ（準決勝進出経験が3大会前以前のみの出場者はシード権無しとなる）[14]。

## 決勝戦
決勝戦の模様は日本テレビ系列で生放送される。『M-1』などとは異なり採点の概念は無く、審査は全て投票制で行われる。

### 第1回（2017年）・第2回（2018年）
決勝戦進出10組が「ファーストステージ」で1対1の対戦形式（計5戦）でネタを披露。観客401名が面白いと思った方に投票し、得票数が多かった方が「最終決戦」に進出。各試合の勝者5組が2本目のネタを披露し、得票数が最も多かった芸人が優勝となる。

### 第3回（2019年）以降
「勝ち残りノックアウト方式」のブロックトーナメント。「ファーストステージ」では複数のブロックに均等に分けられ、2組目以降がネタを終えるごとに暫定1位を決定。最終的に勝ち残った1組が「最終決戦」に進出し、そこで最も多くの票を獲得した芸人が優勝となる。
審査はお笑いタレント6名（1人1票ずつ）と、データ放送のdボタンによる「国民投票」（視聴者投票、dボタン投票による得票数が多かった方に1票）によって行われる。プロの審査員を起用した理由については「勝っても負けても、その理由が知りたい。お笑いのプロの方が審査してアドバイスが聞けると、納得するし次につながる」といった芸人からの意見があったという。そして視聴者投票についても人気投票と化するのを防ぐために、チャンネルを変えずに対戦する2組両方のネタを観た視聴者だけに投票権がある、つまり片方だけ観て投票してもカウントされないというシステムとした。
テレビ画面では1票入るごとに蝶が飛んで票が入った方に止まるという演出が導入されている。塚地武雅は審査で票を入れることを「蝶々を飛ばす」、田中卓志は本大会を「蝶の季節」とそれぞれ表現したこともあり、蝶が本大会審査の象徴とも言われている。
各回の決勝戦および最終決戦に進出する組数は以下の通り。
- 第3回（2019年）・第4回（2020年）：10組が決勝戦に進出。5組ずつ2つのブロックに分かれ、最終決戦は2組で行われる[29]。
- 第5回（2021年）：ファーストステージを通過した2組に、敗退者から視聴者投票を行い最多票を獲得した1組を加え、3組で最終決戦を行う。
- 第6回（2022年） - ：12組が決勝戦に進出。4組ずつ3つのブロックに分かれ、最終決戦は3組で行われる。敗者復活は廃止された。

### 決勝戦のリザーバー制度
決勝戦の出場予定者が諸事情で決勝戦に出場できなくなった場合、準決勝を次点で敗退した出場者が繰り上がりで決勝に出場できる制度。本大会は敗者復活戦が無いため、それによる措置となっている。第1回（2017年）では河邑ミクとガンバレルーヤがリザーブ枠として公表されていた。第2回（2018年）以降リザーブ枠の公表はないが、第4回（2020年）では天才ピアニストが、第7回（2023年）ではおかずクラブがリザーバーであったことを後に自ら明かしている。過去に2組がこの制度の適用により決勝進出を果たしている。
| 該当回 | 辞退者         | 辞退理由                     | リザーバー       |
| ------ | -------------- | ---------------------------- | ---------------- |
| 第2回  | ガンバレルーヤ | よしこの下垂体腺腫による療養 | ニッチェ         |
| 第4回  | スパイク       | 両者の新型コロナウイルス感染 | ターリーターキー |

## 出演者・審査員

### 司会者
| 回 | お笑い芸人 | 日本テレビアナウンサー |
| -- | ---------- | ---------------------- |
| 1  | 徳井義実   | 水卜麻美               |
| 2  | 徳井義実   | 水卜麻美               |
| 3  | 後藤輝基   | 水卜麻美               |
| 4  | 後藤輝基   | 水卜麻美               |
| 5  | 後藤輝基   | 水卜麻美               |
| 6  | 後藤輝基   | 水卜麻美               |
| 7  | 山里亮太   | 水卜麻美               |
| 8  | 後藤輝基   | 黒田みゆ               |

### サポーター
第1回、第2回は「ブレイクサポーター」、第3回以降は「大会サポーター」。
| 回 | サポーター                             |
| -- | -------------------------------------- |
| 1  | 間宮祥太朗                             |
| 2  | 志尊淳                                 |
| 3  | EXIT、りんごちゃん                     |
| 4  | EXIT、生見愛瑠                         |
| 5  | 佐々木久美、フワちゃん、森田哲矢       |
| 6  | 鬼越トマホーク、ニューヨーク、森田哲矢 |
| 7  | 鬼越トマホーク、ニューヨーク、森田哲矢 |
| 8  | 山添寛、コットン                       |

### 招待ゲスト（第3回まで）
第1回のみ、ゲストも審査に参加。
| 回 | ゲスト                                                     |
| -- | ---------------------------------------------------------- |
| 1  | ヒロミ、生瀬勝久、新川優愛、吉田沙保里、若槻千夏、柴田理恵 |
| 2  | 清水ミチコ、滝沢カレン、土屋太鳳、中尾明慶、ヒロミ、福原愛 |
| 3  | 田中史朗、生瀬勝久、橋本愛、HIKAKIN、竜星涼                |

### 副音声・裏実況ルーム・応援ブース
第1回・第2回・第6回は副音声、第3回 - 第5回は裏実況ルーム、第7回は応援ブース。第4回からはサポーターが兼ねている他、スペシャルゲストとして歴代優勝者が出演する。
| 回 | 出演者                     | スペシャルゲスト |
| -- | -------------------------- | ---------------- |
| 1  | 松本人志、高須光聖         |                  |
| 2  | 松本人志、高須光聖         |                  |
| 3  | 遠藤章造、中川家、青木源太 | 川島明、小峠英二 |

| 回 | スペシャルゲスト（歴代優勝者）                                |
| -- | ------------------------------------------------------------- |
| 4  | 3時のヒロイン                                                 |
| 5  | 吉住                                                          |
| 6  | 阿佐ヶ谷姉妹、オダウエダ                                      |
| 7  | 阿佐ヶ谷姉妹、3時のヒロイン、吉住、オダウエダ、天才ピアニスト |
| 8  | 木村美穂、3時のヒロイン、オダウエダ、紅しょうが               |

### 審査員
| 回 | 審査員                                        | 審査員                                        | 審査員                                        | 審査員                                        | 審査員                                        | 審査員                                        | 審査員                                        |
| -- | --------------------------------------------- | --------------------------------------------- | --------------------------------------------- | --------------------------------------------- | --------------------------------------------- | --------------------------------------------- | --------------------------------------------- |
| 1  | 一般公募から選ばれた395名とゲスト6名の計401名 | 一般公募から選ばれた395名とゲスト6名の計401名 | 一般公募から選ばれた395名とゲスト6名の計401名 | 一般公募から選ばれた395名とゲスト6名の計401名 | 一般公募から選ばれた395名とゲスト6名の計401名 | 一般公募から選ばれた395名とゲスト6名の計401名 | 一般公募から選ばれた395名とゲスト6名の計401名 |
| 2  | 一般公募から選ばれた401名                     | 一般公募から選ばれた401名                     | 一般公募から選ばれた401名                     | 一般公募から選ばれた401名                     | 一般公募から選ばれた401名                     | 一般公募から選ばれた401名                     | 一般公募から選ばれた401名                     |
| 3  | 国民投票                                      | 久本雅美                                      | ヒロミ                                        | 田中卓志                                      | 清水ミチコ                                    | 哲夫                                          | リンゴ                                        |
| 4  | 国民投票                                      | ヒロミ                                        | 久本雅美                                      | 川島明                                        | 田中卓志                                      | リンゴ                                        | 哲夫                                          |
| 5  | ヒロミ                                        | 久本雅美                                      | リンゴ                                        | 田中卓志                                      | 哲夫                                          | 友近                                          | 駒場孝                                        |
| 6  | 国民投票                                      | 塚地武雅                                      | 川島明                                        | 田中卓志                                      | 哲夫                                          | 友近                                          | 野田クリスタル                                |
| 7  | 国民投票                                      | 塚地武雅                                      | 川島明                                        | 田中卓志                                      | 哲夫                                          | 友近                                          | 野田クリスタル                                |
| 8  | 国民投票                                      | 川島明                                        | 田中卓志                                      | 哲夫                                          | 渡辺江里子                                    | 野田クリスタル                                | 森田哲矢                                      |

### ナレーター
最終決戦のネタ直前VTRは町田浩徳（日本テレビアナウンサー）が担当。
- 橋本さとし（第1・2回）
- 木村昴（第3 - 5回）
- 奈波果林（第4回）
- 渡辺隆（第6回）
- 長田庄平（第7回）
- ゆりやんレトリィバァ（第8回）

## 歴代優勝者
- 大会期間の最終日が決勝戦開催およびテレビ放送日。
- 視聴率はビデオリサーチ調べ、関東地区・世帯・リアルタイム。

| 回 | 会場審査期間               | 優勝者 所属事務所（当時）                                   | 決勝戦進出歴  | 結成・デビュー年 | エントリー数 | 視聴率（関東地区） |
| -- | -------------------------- | ----------------------------------------------------------- | ------------- | ---------------- | ------------ | ------------------ |
| 1  | 2017年 10月13日 - 12月11日 | ゆりやんレトリィバァ よしもとクリエイティブ・エージェンシー | —             | 2013年           | 636組        | 13.1%              |
| 2  | 2018年 9月22日 - 12月10日  | 阿佐ヶ谷姉妹 ASH&Dコーポレーション                          | 初進出        | 2007年           | 606組        | 11.5%              |
| 3  | 2019年 8月20日 - 12月9日   | 3時のヒロイン 吉本興業                                      | 初進出        | 2017年           | 627組        | 11.6%              |
| 4  | 2020年 9月14日 - 12月14日  | 吉住 プロダクション人力舎                                   | 2年ぶり 2回目 | 2015年           | 646組        | 10.1%              |
| 5  | 2021年 9月13日 - 12月13日  | オダウエダ 吉本興業                                         | 2年連続 2回目 | 2014年           | 700組        | 8.9%               |
| 6  | 2022年 9月20日 - 12月10日  | 天才ピアニスト 吉本興業                                     | 2年連続 2回目 | 2016年           | 735組        | 7.3%               |
| 7  | 2023年 9月15日 - 12月9日   | 紅しょうが 吉本興業                                         | 4年連続 5回目 | 2014年           | 863組        | 8.2%               |
| 8  | 2024年 9月17日 - 12月10日  | にぼしいわし フリー                                         | 2年ぶり 4回目 | 2013年           | 903組        | 6.6%               |

### 優勝者に贈られる賞品
- 優勝賞金：1000万円
- 副賞
  - 日テレ100%券[注 19]（第1回・第2回）→日テレ系指定番組出演権（第3回 - ）[57][58]
  - （第6回 - ）東京ドームでの始球式、『東京カレンダー』翌年4月号の特集ページ掲載
  - 冠番組（第2回 - ）

| 回          | タイトル                                | 主演           | 放送日時                    | 備考           |
| ----------- | --------------------------------------- | -------------- | --------------------------- | -------------- |
| 2（2018年） | 阿佐ヶ谷姉妹のおばさんだってできるわよ  | 阿佐ヶ谷姉妹   | 2019年11月26日 23:59 - 0:54 | 全国ネット     |
| 3（2019年） | 3時のヒロインmeets ガールズクリエイター | 3時のヒロイン  | 2020年12月8日 23:59 - 0:54  | 全国ネット     |
| 4（2020年） | 吉住のアナタとコント                    | 吉住           | 2021年12月8日 0:59 - 1:29   | 一部地域のみ。 |
| 5（2021年） | オダウエダの成り上がり同窓会            | オダウエダ     | 2022年7月19日 0:59 - 1:29   | 一部地域のみ。 |
| 6（2022年） | 天才ピアニストのおばチャンピオン        | 天才ピアニスト | 2023年6月27日 0:59 - 1:29   | 一部地域のみ。 |
| 7（2023年） | 紅しょうがのウェディングジャッジ！      | 紅しょうが     | 2024年6月24日 0:59 - 1:29   | 一部地域のみ。 |

## 決勝戦結果
| 金背景   | 優勝         |
| 銀背景   | 2位          |
| 銅背景   | 3位          |
| 緑背景   | 4位          |
| 水色背景 | 5位          |
| 太文字   | 各試合の勝者 |

- ファーストステージ敗退者はネタ順で記載。

### 第1回（2017年）
| 成績    | 名前 所属事務所                                             | シード権 | キャッチコピー        | 1st出番     | 最終決戦 | 最終決戦 |
| 成績    | 名前 所属事務所                                             | シード権 | キャッチコピー        | 1st出番     | 出番     | 得票数   |
| ------- | ----------------------------------------------------------- | -------- | --------------------- | ----------- | -------- | -------- |
| 優勝    | ゆりやんレトリィバァ よしもとクリエイティブ・エージェンシー | あり     | 売れっ子の本気        | 第5試合後攻 | 5番      | 201票    |
| 2位     | 牧野ステテコ 浅井企画                                       | なし     | どん底からの脱出      | 第3試合後攻 | 3番      | 089票    |
| 3位     | アジアン よしもとクリエイティブ・エージェンシー             | あり     | 復活!ナニワの女流漫才 | 第2試合先攻 | 2番      | 047票    |
| 4位     | ニッチェ マセキ芸能社                                       | あり     | ネタで売れたい人気者  | 第1試合後攻 | 1番      | 033票    |
| 5位     | まとばゆう フリー                                           | あり     | 狂い咲きピアニスト    | 第4試合先攻 | 4番      | 031票    |
| 1st敗退 | はなしょー ワタナベエンターテインメント                     | なし     | 全力コミカル少女      | 第1試合先攻 |          |          |
| 1st敗退 | 紺野ぶるま 松竹芸能                                         | あり     | 小悪魔系ネタ職人      | 第2試合後攻 |          |          |
| 1st敗退 | 中村涼子 ワタナベエンターテインメント                       | なし     | 負け組からの逆襲      | 第3試合先攻 |          |          |
| 1st敗退 | 押しだしましょう子 アマチュア                               | なし     | 鳥取市役所勤務        | 第4試合後攻 |          |          |
| 1st敗退 | どんぐりパワーズ ワタナベエンターテインメント               | なし     | 合計200kg             | 第5試合先攻 |          |          |

| ネタ順  | ネタ順 | 名前                 | 得票数 | ヒロミ | 生瀬 | 新川 | 吉田 | 若槻 | 柴田 |
| ------- | ------ | -------------------- | ------ | ------ | ---- | ---- | ---- | ---- | ---- |
| 第1試合 | 先攻   | はなしょー           | 116    |        |      |      |      |      |      |
| 第1試合 | 後攻   | ニッチェ             | 285    | ★      | ★    | ★    | ★    | ★    | ★    |
| 第2試合 | 先攻   | アジアン             | 300    |        |      | ★    | ★    | ★    | ★    |
| 第2試合 | 後攻   | 紺野ぶるま           | 101    | ★      | ★    |      |      |      |      |
| 第3試合 | 先攻   | 中村涼子             | 190    | ★      |      | ★    | ★    | ★    |      |
| 第3試合 | 後攻   | 牧野ステテコ         | 211    |        | ★    |      |      |      | ★    |
| 第4試合 | 先攻   | まとばゆう           | 286    | ★      | ★    |      | ★    | ★    | ★    |
| 第4試合 | 後攻   | 押しだしましょう子   | 115    |        |      | ★    |      |      |      |
| 第5試合 | 先攻   | どんぐりパワーズ     | 056    |        |      |      |      |      |      |
| 第5試合 | 後攻   | ゆりやんレトリィバァ | 345    | ★      | ★    | ★    | ★    | ★    | ★    |

| ネタ順 | 名前                 | 得票数 | ヒロミ | 生瀬 | 新川 | 吉田 | 若槻 | 柴田 |
| ------ | -------------------- | ------ | ------ | ---- | ---- | ---- | ---- | ---- |
| 1      | ニッチェ             | 033    |        |      |      |      |      | ★    |
| 2      | アジアン             | 047    |        |      | ★    |      |      |      |
| 3      | 牧野ステテコ         | 089    |        |      |      |      |      |      |
| 4      | まとばゆう           | 031    |        |      |      |      |      |      |
| 5      | ゆりやんレトリィバァ | 201    | ★      | ★    |      | ★    | ★    |      |

備考
- 吉本からの決勝戦進出者が2組と過去最少で、ワタナベエンターテインメントからの決勝戦進出者（3組）よりも少なかった。

### 第2回（2018年）
| 成績    | 名前 所属事務所                                             | 決勝戦進出歴      | キャッチコピー       | 1st出番     | 最終決戦 | 最終決戦 |
| 成績    | 名前 所属事務所                                             | 決勝戦進出歴      | キャッチコピー       | 1st出番     | 出番     | 得票数   |
| ------- | ----------------------------------------------------------- | ----------------- | -------------------- | ----------- | -------- | -------- |
| 優勝    | 阿佐ヶ谷姉妹 ASH&Dコーポレーション                          | 初進出            | 脱!歌うおばさん      | 第5試合先攻 | 1番      | 184票    |
| 2位     | 横澤夏子 よしもとクリエイティブ・エージェンシー             | 初進出            | 無冠のバラエティ女王 | 第4試合先攻 | 5番      | 114票    |
| 3位     | ニッチェ マセキ芸能社                                       | 2年連続           | 逆襲のコント師       | 第2試合後攻 | 3番      | 037票    |
| 4位     | 合わせみそ プロダクション人力舎                             | 初進出 ノーシード | 夢見る妄想漫才       | 第3試合後攻 | 4番      | 035票    |
| 5位     | あぁ〜しらき グレープカンパニー                             | 初進出 ノーシード | 苦節18年の主婦芸人   | 第1試合後攻 | 2番      | 031票    |
| 1st敗退 | ゆりやんレトリィバァ よしもとクリエイティブ・エージェンシー | 2年連続           | 2連覇を狙う初代女王  | 第1試合先攻 |          |          |
| 1st敗退 | 吉住 プロダクション人力舎                                   | 初進出 ノーシード | 世界観コントの新星   | 第2試合先攻 |          |          |
| 1st敗退 | 根菜キャバレー サンミュージック/プロダクション人力舎        | 初進出 ノーシード | 陰と陽の化学反応     | 第3試合先攻 |          |          |
| 1st敗退 | 紺野ぶるま 松竹芸能                                         | 2年連続           | 負け組からの脱出     | 第4試合後攻 |          |          |
| 1st敗退 | 紅しょうが よしもとクリエイティブ・エージェンシー           | 初進出 ノーシード | 西の若き強豪         | 第5試合後攻 |          |          |

- 出場辞退：ガンバレルーヤ（よしこが下垂体腺腫と診断されたことによる療養のため、ニッチェが繰り上げで決勝戦進出）[61]

| ネタ順  | ネタ順 | 名前                 | 得票数 |
| ------- | ------ | -------------------- | ------ |
| 第1試合 | 先攻   | ゆりやんレトリィバァ | 111    |
| 第1試合 | 後攻   | あぁ〜しらき         | 290    |
| 第2試合 | 先攻   | 吉住                 | 192    |
| 第2試合 | 後攻   | ニッチェ             | 209    |
| 第3試合 | 先攻   | 根菜キャバレー       | 092    |
| 第3試合 | 後攻   | 合わせみそ           | 309    |
| 第4試合 | 先攻   | 横澤夏子             | 233    |
| 第4試合 | 後攻   | 紺野ぶるま           | 168    |
| 第5試合 | 先攻   | 阿佐ヶ谷姉妹         | 217    |
| 第5試合 | 後攻   | 紅しょうが           | 184    |

| ネタ順 | 名前         | 得票数 |
| ------ | ------------ | ------ |
| 1      | 阿佐ヶ谷姉妹 | 184    |
| 2      | あぁ〜しらき | 031    |
| 3      | ニッチェ     | 037    |
| 4      | 合わせみそ   | 035    |
| 5      | 横澤夏子     | 114    |

備考
- 『M-1グランプリ』『R-1ぐらんぷり』『キングオブコント』『日清食品 THE MANZAI』と合わせて、初めてASH&Dコーポレーション所属の芸人が優勝した。

### 第3回（2019年）
| 成績    | 名前 所属事務所                         | 決勝戦進出歴      | キャッチコピー              | 1st出番 | 最終決戦 | 最終決戦 |
| 成績    | 名前 所属事務所                         | 決勝戦進出歴      | キャッチコピー              | 1st出番 | 出番     | 得票数   |
| ------- | --------------------------------------- | ----------------- | --------------------------- | ------- | -------- | -------- |
| 優勝    | 3時のヒロイン 吉本興業                  | 初進出            | 大中小のトリプルプレー      | A-5番   | 後攻     | 6票      |
| 準優勝  | はなしょー ワタナベエンターテインメント | 2年ぶり           | 全力コミカル少女、再び      | B-2番   | 先攻     | 1票      |
| 1st敗退 | そのこ 吉本興業                         | 初進出 ノーシード | 芸歴半年!謎多きピン芸人     | A-1番   |          |          |
| 1st敗退 | にぼしいわし スパンキープロダクション   | 初進出 ノーシード | 地下で煮出したダシ系漫才    | A-2番   |          |          |
| 1st敗退 | 123☆45 フリー                           | 初進出 ノーシード | みちのくの里山ガールズ      | A-3番   |          |          |
| 1st敗退 | ハルカラ ケイダッシュステージ           | 初進出            | 豹変!ウーマンライフコント   | A-4番   |          |          |
| 1st敗退 | おかずクラブ 吉本興業                   | 初進出            | 逆襲のコメディモンスター    | B-1番   |          |          |
| 1st敗退 | 阿佐ヶ谷姉妹 ASH&Dコーポレーション      | 2年連続           | 目指せ2連覇!おばさんの星    | B-3番   |          |          |
| 1st敗退 | つぼみ大革命 吉本興業                   | 初進出            | 輝け!崖っぷちお笑いアイドル | B-4番   |          |          |
| 1st敗退 | 紺野ぶるま 松竹芸能                     | 3年連続           | 3度目の正直!雪辱の裏女王    | B-5番   |          |          |

| 試合    | 試合    | 名前          | 得票数 | 視聴者 | 久本 | ヒロミ | 田中 | 清水 | 哲夫 | リンゴ |
| ------- | ------- | ------------- | ------ | ------ | ---- | ------ | ---- | ---- | ---- | ------ |
| 第1試合 | 先攻    | そのこ        | 6      | ★      | ★    | ★      | ★    | ★    |      | ★      |
| 第1試合 | 後攻    | にぼしいわし  | 1      |        |      |        |      |      | ★    |        |
| 第2試合 | 暫定1位 | そのこ        | 1      | ★      |      |        |      |      |      |        |
| 第2試合 | 対戦者  | 123☆45        | 6      |        | ★    | ★      | ★    | ★    | ★    | ★      |
| 第3試合 | 暫定1位 | 123☆45        | 3      |        |      |        | ★    | ★    | ★    |        |
| 第3試合 | 対戦者  | ハルカラ      | 4      | ★      | ★    | ★      |      |      |      | ★      |
| 第4試合 | 暫定1位 | ハルカラ      | 1      |        |      |        | ★    |      |      |        |
| 第4試合 | 対戦者  | 3時のヒロイン | 6      | ★      | ★    | ★      |      | ★    | ★    | ★      |

| 試合    | 試合    | 名前         | 得票数 | 視聴者 | 久本 | ヒロミ | 田中 | 清水 | 哲夫 | リンゴ |
| ------- | ------- | ------------ | ------ | ------ | ---- | ------ | ---- | ---- | ---- | ------ |
| 第1試合 | 先攻    | おかずクラブ | 2      |        |      |        |      | ★    |      | ★      |
| 第1試合 | 後攻    | はなしょー   | 5      | ★      | ★    | ★      | ★    |      | ★    |        |
| 第2試合 | 暫定1位 | はなしょー   | 4      |        |      | ★      | ★    |      | ★    | ★      |
| 第2試合 | 対戦者  | 阿佐ヶ谷姉妹 | 3      | ★      | ★    |        |      | ★    |      |        |
| 第3試合 | 暫定1位 | はなしょー   | 4      |        | ★    | ★      | ★    |      |      | ★      |
| 第3試合 | 対戦者  | つぼみ大革命 | 3      | ★      |      |        |      | ★    | ★    |        |
| 第4試合 | 暫定1位 | はなしょー   | 7      | ★      | ★    | ★      | ★    | ★    | ★    | ★      |
| 第4試合 | 対戦者  | 紺野ぶるま   | 0      |        |      |        |      |      |      |        |

| ネタ順 | 名前          | 得票数 | 視聴者 | 久本 | ヒロミ | 田中 | 清水 | 哲夫 | リンゴ |
| ------ | ------------- | ------ | ------ | ---- | ------ | ---- | ---- | ---- | ------ |
| 先攻   | はなしょー    | 1      |        |      |        | ★    |      |      |        |
| 後攻   | 3時のヒロイン | 6      | ★      | ★    | ★      |      | ★    | ★    | ★      |

### 第4回（2020年）
| 成績    | 名前 所属事務所                         | 決勝戦進出歴      | キャッチコピー                 | 1st出番 | 最終決戦 | 最終決戦 |
| 成績    | 名前 所属事務所                         | 決勝戦進出歴      | キャッチコピー                 | 1st出番 | 出番     | 得票数   |
| ------- | --------------------------------------- | ----------------- | ------------------------------ | ------- | -------- | -------- |
| 優勝    | 吉住 プロダクション人力舎               | 2年ぶり 2回目     | 恋するパラレルワールド         | B-3番   | 先攻     | 6票      |
| 準優勝  | 紅しょうが 吉本興業                     | 2年ぶり 2回目     | ナニワストロングスタイル       | A-4番   | 後攻     | 1票      |
| 1st敗退 | TEAM BANANA 吉本興業                    | 初進出            | ノンストップガールズ漫才       | A-1番   |          |          |
| 1st敗退 | オダウエダ 吉本興業                     | 初進出            | 立ち入り禁止の不条理空間       | A-2番   |          |          |
| 1st敗退 | にぼしいわし フリー                     | 2年連続 2回目     | 火がついた魚介系コンビ         | A-3番   |          |          |
| 1st敗退 | ターリーターキー プロダクション人力舎   | 初進出            | 麗しのソウルフルコント         | A-5番   |          |          |
| 1st敗退 | Aマッソ ワタナベエンターテインメント    | 初進出            | 進撃のニュータイプ漫才         | B-1番   |          |          |
| 1st敗退 | ゆりやんレトリィバァ 吉本興業           | 2年ぶり 3回目     | ふざけ散らしのコメディクイーン | B-2番   |          |          |
| 1st敗退 | はなしょー ワタナベエンターテインメント | 2年連続 3回目     | 汗と涙のコント劇場             | B-4番   |          |          |
| 1st敗退 | ぼる塾 吉本興業                         | 初進出 ノーシード | 毒入りゆるふわカルテット       | B-5番   |          |          |

- 出場辞退：スパイク（メンバーの新型コロナウイルス感染[62]のため、ターリーターキーが繰り上げで決勝戦進出）[63]

| 試合    | 試合    | 名前             | 得票数 | 視聴者 | ヒロミ | 久本 | 川島 | 田中 | リンゴ | 哲夫 |
| ------- | ------- | ---------------- | ------ | ------ | ------ | ---- | ---- | ---- | ------ | ---- |
| 第1試合 | 先攻    | TEAM BANANA      | 4      | ★      | ★      |      | ★    |      | ★      |      |
| 第1試合 | 後攻    | オダウエダ       | 3      |        |        | ★    |      | ★    |        | ★    |
| 第2試合 | 暫定1位 | TEAM BANANA      | 7      | ★      | ★      | ★    | ★    | ★    | ★      | ★    |
| 第2試合 | 対戦者  | にぼしいわし     | 0      |        |        |      |      |      |        |      |
| 第3試合 | 暫定1位 | TEAM BANANA      | 2      |        |        |      | ★    |      |        | ★    |
| 第3試合 | 対戦者  | 紅しょうが       | 5      | ★      | ★      | ★    |      | ★    | ★      |      |
| 第4試合 | 暫定1位 | 紅しょうが       | 7      | ★      | ★      | ★    | ★    | ★    | ★      | ★    |
| 第4試合 | 対戦者  | ターリーターキー | 0      |        |        |      |      |      |        |      |

| 試合    | 試合    | 名前                 | 得票数 | 視聴者 | ヒロミ | 久本 | 川島 | 田中 | リンゴ | 哲夫 |
| ------- | ------- | -------------------- | ------ | ------ | ------ | ---- | ---- | ---- | ------ | ---- |
| 第1試合 | 先攻    | Aマッソ              | 3      | ★      |        |      | ★    |      | ★      |      |
| 第1試合 | 後攻    | ゆりやんレトリィバァ | 4      |        | ★      | ★    |      | ★    |        | ★    |
| 第2試合 | 暫定1位 | ゆりやんレトリィバァ | 2      |        |        | ★    |      |      | ★      |      |
| 第2試合 | 対戦者  | 吉住                 | 5      | ★      | ★      |      | ★    | ★    |        | ★    |
| 第3試合 | 暫定1位 | 吉住                 | 5      |        | ★      | ★    | ★    | ★    |        | ★    |
| 第3試合 | 対戦者  | はなしょー           | 2      | ★      |        |      |      |      | ★      |      |
| 第4試合 | 暫定1位 | 吉住                 | 5      |        | ★      | ★    | ★    | ★    |        | ★    |
| 第4試合 | 対戦者  | ぼる塾               | 2      | ★      |        |      |      |      | ★      |      |

| ネタ順 | 名前       | 得票数 | 視聴者 | ヒロミ | 久本 | 川島 | 田中 | リンゴ | 哲夫 |
| ------ | ---------- | ------ | ------ | ------ | ---- | ---- | ---- | ------ | ---- |
| 先攻   | 吉住       | 6      | ★      | ★      | ★    | ★    | ★    | ★      |      |
| 後攻   | 紅しょうが | 1      |        |        |      |      |      |        | ★    |

### 第5回（2021年）
| 成績    | 名前 所属事務所                      | 決勝戦進出歴      | キャッチコピー                      | 1st出番 | 最終決戦 | 最終決戦 |
| 成績    | 名前 所属事務所                      | 決勝戦進出歴      | キャッチコピー                      | 1st出番 | 出番     | 得票数   |
| ------- | ------------------------------------ | ----------------- | ----------------------------------- | ------- | -------- | -------- |
| 優勝    | オダウエダ 吉本興業                  | 2年連続 2回目     | ついてこられるか?怒涛の不条理コント | A-5番   | 3番      | 3票      |
| 2位     | Aマッソ ワタナベエンターテインメント | 2年連続 2回目     | 逆襲の天才バカコンビ                | B-5番   | 1番      | 2票      |
| 2位     | 天才ピアニスト 吉本興業              | 初進出            | 縦横無尽のキャラ劇場                | B-1番   | 2番      | 2票      |
| 1st敗退 | ヨネダ2000 吉本興業                  | 初進出            | 若き奇才の未来型漫才                | A-1番   |          |          |
| 1st敗退 | 紅しょうが 吉本興業                  | 2年連続 3回目     | リベンジに燃える!西の横綱           | A-2番   |          |          |
| 1st敗退 | 茶々 吉本興業                        | 初進出 ノーシード | 怪演!謎多きコント女優               | A-3番   |          |          |
| 1st敗退 | TEAM BANANA 吉本興業                 | 2年連続 2回目     | 悪意と笑顔のテクニシャン            | A-4番   |          |          |
| 1st敗退 | 女ガールズ アマチュア                | 初進出 ノーシード | 異色のアマチュアトリオ              | B-2番   |          |          |
| 1st敗退 | ヒコロヒー 松竹芸能                  | 初進出            | 無冠のクール&シニカル               | B-3番   |          |          |
| 1st敗退 | スパイク 吉本興業                    | 2年連続 2回目     | 接近注意の地雷ガール                | B-4番   |          |          |

| 試合    | 試合    | 名前        | 得票数 | ヒロミ | 久本 | リンゴ | 田中 | 哲夫 | 友近 | 駒場 |
| ------- | ------- | ----------- | ------ | ------ | ---- | ------ | ---- | ---- | ---- | ---- |
| 第1試合 | 先攻    | ヨネダ2000  | 2      |        |      |        | ★    | ★    |      |      |
| 第1試合 | 後攻    | 紅しょうが  | 5      | ★      | ★    | ★      |      |      | ★    | ★    |
| 第2試合 | 暫定1位 | 紅しょうが  | 4      |        |      | ★      | ★    | ★    |      | ★    |
| 第2試合 | 対戦者  | 茶々        | 3      | ★      | ★    |        |      |      | ★    |      |
| 第3試合 | 暫定1位 | 紅しょうが  | 5      |        | ★    | ★      |      | ★    | ★    | ★    |
| 第3試合 | 対戦者  | TEAM BANANA | 2      | ★      |      |        | ★    |      |      |      |
| 第4試合 | 暫定1位 | 紅しょうが  | 1      |        |      |        |      |      | ★    |      |
| 第4試合 | 対戦者  | オダウエダ  | 6      | ★      | ★    | ★      | ★    | ★    |      | ★    |

| 試合    | 試合    | 名前           | 得票数 | ヒロミ | 久本 | リンゴ | 田中 | 哲夫 | 友近 | 駒場 |
| ------- | ------- | -------------- | ------ | ------ | ---- | ------ | ---- | ---- | ---- | ---- |
| 第1試合 | 先攻    | 天才ピアニスト | 6      | ★      | ★    | ★      | ★    | ★    |      | ★    |
| 第1試合 | 後攻    | 女ガールズ     | 1      |        |      |        |      |      | ★    |      |
| 第2試合 | 暫定1位 | 天才ピアニスト | 7      | ★      | ★    | ★      | ★    | ★    | ★    | ★    |
| 第2試合 | 対戦者  | ヒコロヒー     | 0      |        |      |        |      |      |      |      |
| 第3試合 | 暫定1位 | 天才ピアニスト | 6      | ★      | ★    | ★      |      | ★    | ★    | ★    |
| 第3試合 | 対戦者  | スパイク       | 1      |        |      |        | ★    |      |      |      |
| 第4試合 | 暫定1位 | 天才ピアニスト | 3      |        | ★    |        |      |      | ★    | ★    |
| 第4試合 | 対戦者  | Aマッソ        | 4      | ★      |      | ★      | ★    | ★    |      |      |

| ネタ順 | 名前           | 得票数 | ヒロミ | 久本 | リンゴ | 田中 | 哲夫 | 友近 | 駒場 |
| ------ | -------------- | ------ | ------ | ---- | ------ | ---- | ---- | ---- | ---- |
| 1      | Aマッソ        | 2      | ★      |      | ★      |      |      |      |      |
| 2      | 天才ピアニスト | 2      |        | ★    |        |      |      |      | ★    |
| 3      | オダウエダ     | 3      |        |      |        | ★    | ★    | ★    |      |

備考
- 前回欠場のスパイクを含め、連続決勝戦進出者が過去最多の5組となった。
- 吉本からの決勝戦進出者の割合「70%」は過去最大。
- 当時の制度になって初めて両ブロックともに5番手のコンビが勝ち上がった。また、両ブロックとも第1試合の勝者が3連勝をした。
- 国民投票の結果、天才ピアニストが最終決戦に駒を進めた。

### 第6回（2022年）
| 成績    | 名前 所属事務所                                   | 決勝戦進出歴      | キャッチコピー             | 1st出番 | 最終決戦 | 最終決戦 |
| 成績    | 名前 所属事務所                                   | 決勝戦進出歴      | キャッチコピー             | 1st出番 | 出番     | 得票数   |
| ------- | ------------------------------------------------- | ----------------- | -------------------------- | ------- | -------- | -------- |
| 優勝    | 天才ピアニスト 吉本興業                           | 2年連続 2回目     | 七色のキャラ劇場           | B-1番   | 2番      | 4票      |
| 2位     | ヨネダ2000 吉本興業                               | 2年連続 2回目     | Z世代のメルヘン異端児      | A-2番   | 3番      | 2票      |
| 3位     | 紅しょうが 吉本興業                               | 3年連続 4回目     | 無冠クイーンの大逆襲       | C-3番   | 1番      | 1票      |
| 1st敗退 | TEAM BANANA 吉本興業                              | 3年連続 3回目     | 乱れ斬りガールズ漫才       | A-1番   |          |          |
| 1st敗退 | さとなかほがらか 浅井企画                         | 初進出 ノーシード | ほのぼの暴走ガール         | A-3番   |          |          |
| 1st敗退 | Aマッソ ワタナベエンターテインメント              | 3年連続 3回目     | 雪辱のエース               | A-4番   |          |          |
| 1st敗退 | 爛々 吉本興業                                     | 初進出            | しゃべくりブラックダイヤ   | B-2番   |          |          |
| 1st敗退 | スパイク 吉本興業                                 | 3年連続 3回目     | 怪演モンスター女子         | B-3番   |          |          |
| 1st敗退 | フタリシズカかりこる ワタナベエンターテインメント | 初進出            | からくりコントクリエイター | B-4番   |          |          |
| 1st敗退 | 河邑ミク 松竹芸能                                 | 初進出            | あざと恐ろしい清純派       | C-1番   |          |          |
| 1st敗退 | エルフ 吉本興業                                   | 初進出            | ネタに硬派なギャル芸人     | C-2番   |          |          |
| 1st敗退 | にぼしいわし フリー                               | 2年ぶり 3回目     | 地下劇場の星               | C-4番   |          |          |

| 試合    | 試合    | 名前             | 得票数 | 視聴者 | 塚地 | 川島 | 田中 | 哲夫 | 友近 | 野田 |
| ------- | ------- | ---------------- | ------ | ------ | ---- | ---- | ---- | ---- | ---- | ---- |
| 第1試合 | 先攻    | TEAM BANANA      | 3      |        | ★    |      | ★    | ★    |      |      |
| 第1試合 | 後攻    | ヨネダ2000       | 4      | ★      |      | ★    |      |      | ★    | ★    |
| 第2試合 | 暫定1位 | ヨネダ2000       | 7      | ★      | ★    | ★    | ★    | ★    | ★    | ★    |
| 第2試合 | 対戦者  | さとなかほがらか | 0      |        |      |      |      |      |      |      |
| 第3試合 | 暫定1位 | ヨネダ2000       | 4      |        | ★    | ★    |      | ★    |      | ★    |
| 第3試合 | 対戦者  | Aマッソ          | 3      | ★      |      |      | ★    |      | ★    |      |

| 試合    | 試合    | 名前                 | 得票数 | 視聴者 | 塚地 | 川島 | 田中 | 哲夫 | 友近 | 野田 |
| ------- | ------- | -------------------- | ------ | ------ | ---- | ---- | ---- | ---- | ---- | ---- |
| 第1試合 | 先攻    | 天才ピアニスト       | 7      | ★      | ★    | ★    | ★    | ★    | ★    | ★    |
| 第1試合 | 後攻    | 爛々                 | 0      |        |      |      |      |      |      |      |
| 第2試合 | 暫定1位 | 天才ピアニスト       | 7      | ★      | ★    | ★    | ★    | ★    | ★    | ★    |
| 第2試合 | 対戦者  | スパイク             | 0      |        |      |      |      |      |      |      |
| 第3試合 | 暫定1位 | 天才ピアニスト       | 7      | ★      | ★    | ★    | ★    | ★    | ★    | ★    |
| 第3試合 | 対戦者  | フタリシズカかりこる | 0      |        |      |      |      |      |      |      |

| 試合    | 試合    | 名前         | 得票数 | 視聴者 | 塚地 | 川島 | 田中 | 哲夫 | 友近 | 野田 |
| ------- | ------- | ------------ | ------ | ------ | ---- | ---- | ---- | ---- | ---- | ---- |
| 第1試合 | 先攻    | 河邑ミク     | 0      |        |      |      |      |      |      |      |
| 第1試合 | 後攻    | エルフ       | 7      | ★      | ★    | ★    | ★    | ★    | ★    | ★    |
| 第2試合 | 暫定1位 | エルフ       | 0      |        |      |      |      |      |      |      |
| 第2試合 | 対戦者  | 紅しょうが   | 7      | ★      | ★    | ★    | ★    | ★    | ★    | ★    |
| 第3試合 | 暫定1位 | 紅しょうが   | 7      | ★      | ★    | ★    | ★    | ★    | ★    | ★    |
| 第3試合 | 対戦者  | にぼしいわし | 0      |        |      |      |      |      |      |      |

| ネタ順 | 名前           | 得票数 | 視聴者 | 塚地 | 川島 | 田中 | 哲夫 | 友近 | 野田 |
| ------ | -------------- | ------ | ------ | ---- | ---- | ---- | ---- | ---- | ---- |
| 1      | 紅しょうが     | 1      |        |      |      |      | ★    |      |      |
| 2      | 天才ピアニスト | 4      | ★      | ★    | ★    |      |      | ★    |      |
| 3      | ヨネダ2000     | 2      |        |      |      | ★    |      |      | ★    |

備考
- 決勝進出枠が12枠に拡大された。
- これまでは月曜開催だったが、今大会は史上初の土曜開催となった。
- 連続決勝戦進出者が過去最多の6組となり、半数が前年と同じ顔触れになった。
- 満場一致（7-0）が史上最多の7試合で、特にB、Cの両ブロックは全試合7-0の判定となった。
- 初めて最終決戦に残った芸人が全員吉本興業所属になった。

### 第7回（2023年）
| 成績    | 名前 所属事務所                         | 決勝戦進出歴             | キャッチコピー            | 1st出番 | 最終決戦 | 最終決戦 |
| 成績    | 名前 所属事務所                         | 決勝戦進出歴             | キャッチコピー            | 1st出番 | 出番     | 得票数   |
| ------- | --------------------------------------- | ------------------------ | ------------------------- | ------- | -------- | -------- |
| 優勝    | 紅しょうが 吉本興業                     | 4年連続 5回目            | 無冠クイーンの大逆襲      | B-2番   | 3番      | 4票      |
| 2位     | エルフ 吉本興業                         | 2年連続 2回目            | 進化したギャル芸人        | C-4番   | 2番      | 2票      |
| 3位     | スパイク 吉本興業                       | 4年連続 4回目            | 怪演モンスター女子        | A-3番   | 1番      | 0票      |
| 1st敗退 | まいあんつ ワタナベエンターテインメント | 初進出 ノーシード        | 唯一無二の女ギャガー!     | A-1番   |          |          |
| 1st敗退 | はるかぜに告ぐ 吉本興業                 | 初進出 ノーシード        | 西のニュースター旋風      | A-2番   |          |          |
| 1st敗退 | やす子 Sony Music Artists               | 初進出 ノーシード        | ネタで戦うお笑いアーミー  | A-4番   |          |          |
| 1st敗退 | ハイツ友の会 吉本興業                   | 初進出                   | Ms.ミステリアス           | B-1番   |          |          |
| 1st敗退 | 変ホ長調 アマチュア                     | 初進出                   | 蘇る 伝説の素人漫才!      | B-3番   |          |          |
| 1st敗退 | 梵天 太田プロダクション                 | 初進出                   | 姉妹漫才･ニューエイジ!    | B-4番   |          |          |
| 1st敗退 | ゆりやんレトリィバァ 吉本興業           | 3年ぶり 4回目 ノーシード | 世界も認めるおふざけ女王! | C-1番   |          |          |
| 1st敗退 | あぁ〜しらき グレープカンパニー         | 5年ぶり 2回目 ノーシード | 帰ってきた大会荒らし!     | C-2番   |          |          |
| 1st敗退 | ぼる塾 吉本興業                         | 3年ぶり 2回目 ノーシード | 完全体 出陣               | C-3番   |          |          |

| 試合    | 試合    | 名前           | 得票数 | 視聴者 | 塚地 | 川島 | 田中 | 哲夫 | 友近 | 野田 |
| ------- | ------- | -------------- | ------ | ------ | ---- | ---- | ---- | ---- | ---- | ---- |
| 第1試合 | 先攻    | まいあんつ     | 3      |        |      |      |      | ★    | ★    | ★    |
| 第1試合 | 後攻    | はるかぜに告ぐ | 4      | ★      | ★    | ★    | ★    |      |      |      |
| 第2試合 | 暫定1位 | はるかぜに告ぐ | 0      |        |      |      |      |      |      |      |
| 第2試合 | 対戦者  | スパイク       | 7      | ★      | ★    | ★    | ★    | ★    | ★    | ★    |
| 第3試合 | 暫定1位 | スパイク       | 7      | ★      | ★    | ★    | ★    | ★    | ★    | ★    |
| 第3試合 | 対戦者  | やす子         | 0      |        |      |      |      |      |      |      |

| 試合    | 試合    | 名前         | 得票数 | 視聴者 | 塚地 | 川島 | 田中 | 哲夫 | 友近 | 野田 |
| ------- | ------- | ------------ | ------ | ------ | ---- | ---- | ---- | ---- | ---- | ---- |
| 第1試合 | 先攻    | ハイツ友の会 | 0      |        |      |      |      |      |      |      |
| 第1試合 | 後攻    | 紅しょうが   | 7      | ★      | ★    | ★    | ★    | ★    | ★    | ★    |
| 第2試合 | 暫定1位 | 紅しょうが   | 7      | ★      | ★    | ★    | ★    | ★    | ★    | ★    |
| 第2試合 | 対戦者  | 変ホ長調     | 0      |        |      |      |      |      |      |      |
| 第3試合 | 暫定1位 | 紅しょうが   | 7      | ★      | ★    | ★    | ★    | ★    | ★    | ★    |
| 第3試合 | 対戦者  | 梵天         | 0      |        |      |      |      |      |      |      |

| 試合    | 試合    | 名前                 | 得票数 | 視聴者 | 塚地 | 川島 | 田中 | 哲夫 | 友近 | 野田 |
| ------- | ------- | -------------------- | ------ | ------ | ---- | ---- | ---- | ---- | ---- | ---- |
| 第1試合 | 先攻    | ゆりやんレトリィバァ | 2      |        |      | ★    |      |      | ★    |      |
| 第1試合 | 後攻    | あぁ〜しらき         | 5      | ★      | ★    |      | ★    | ★    |      | ★    |
| 第2試合 | 暫定1位 | あぁ〜しらき         | 3      |        |      |      |      | ★    | ★    | ★    |
| 第2試合 | 対戦者  | ぼる塾               | 4      | ★      | ★    | ★    | ★    |      |      |      |
| 第3試合 | 暫定1位 | ぼる塾               | 0      |        |      |      |      |      |      |      |
| 第3試合 | 対戦者  | エルフ               | 7      | ★      | ★    | ★    | ★    | ★    | ★    | ★    |

| ネタ順 | 名前       | 得票数 | 塚地 | 川島 | 田中 | 哲夫 | 友近 | 野田 | 観客   |
| ------ | ---------- | ------ | ---- | ---- | ---- | ---- | ---- | ---- | ------ |
| 1      | スパイク   | 0      |      |      |      |      |      |      | 非開票 |
| 2      | エルフ     | 2      |      |      | ★    |      |      | ★    | 非開票 |
| 3      | 紅しょうが | 4      | ★    | ★    |      | ★    | ★    |      | 非開票 |

備考
- SMA所属の芸人が初めて決勝進出した（やす子）。
- 決勝進出者の芸歴最長記録が初めて更新された（あぁ〜しらき：22年、それまでは第1回のアジアンの19年）。
- 変ホ長調が史上初となる50代の決勝進出者となった（小田ひとみ：58歳、彼方さとみ：53歳）。
- 審査員が初めて前年度と同じになった。
- 番組ロゴが大幅にリニューアルされた。
- 3年連続で吉本からの決勝戦進出者が過去最多タイの7組となった。
- ノーシードからの決勝戦進出者が6組と過去最多。また、初めてノーシードからの決勝戦返り咲きが出た（ゆりやんレトリィバァ、あぁ〜しらき、ぼる塾）。
- 決勝戦の生放送3時間前に当初大会MCを務める予定だった後藤輝基（フットボールアワー）が体調不良で当日の生放送を欠席することが発表された（当日の生放送の大会MCは山里亮太（南海キャンディーズ）が代行で務めた）。
- 満場一致（7-0）が前年に次いで2番目に多い6試合で、特にBブロックは全試合7-0の判定となった。また、初めてファーストステージの全試合で視聴者票を獲得した芸人が勝利した。
- 2年連続で最終決戦進出者が連続決勝戦進出かつ吉本興業所属の芸人のみとなった。
- 最終決戦にて、スパイクのネタ冒頭で音声トラブルが発生したことに伴い、公平な審査とするため国民投票が中止された。このため、先に審査員投票を行い、もし2組が3票ずつ・3組が2票ずつなど審査員投票で決着がつかなかった場合は、観客の投票になると説明があったが、審査員の投票で決着がついたため、開票はしなかった。
- 初めて最終決戦で最下位（スパイク）が「0票」に終わった。

### 第8回（2024年）
| 成績    | 名前 所属事務所                               | No. | 決勝戦進出歴             | キャッチコピー           | 1st出番 | 最終決戦 | 最終決戦 |
| 成績    | 名前 所属事務所                               | No. | 決勝戦進出歴             | キャッチコピー           | 1st出番 | 出番     | 得票数   |
| ------- | --------------------------------------------- | --- | ------------------------ | ------------------------ | ------- | -------- | -------- |
| 優勝    | にぼしいわし フリー                           | 892 | 2年ぶり 4回目            | 2人で作る漫才道          | A-3番   | 1番      | 4票      |
| 2位     | 紺野ぶるま 松竹芸能                           | 190 | 5年ぶり 4回目 ノーシード | 5年ぶりのカムバック      | B-3番   | 2番      | 2票      |
| 3位     | 忠犬立ハチ高 グレープカンパニー               | 074 | 初進出 ノーシード        | 優等生では終わらない     | C-1番   | 3番      | 1票      |
| 1st敗退 | やました 吉本興業                             | 882 | 初進出                   | しゃべくり永久機関       | A-1番   |          |          |
| 1st敗退 | ぼる塾 吉本興業                               | 887 | 2年連続 3回目            | カルテット再び！         | A-2番   |          |          |
| 1st敗退 | もじゃ Sony Music Artists                     | 360 | 初進出 ノーシード        | 未確認お笑い生物襲来     | A-4番   |          |          |
| 1st敗退 | レモンコマドリ トゥインクル・コーポレーション | 693 | 初進出 ノーシード        | 奇妙にエレガント         | B-1番   |          |          |
| 1st敗退 | おかずクラブ 吉本興業                         | 900 | 5年ぶり 2回目            | これが私たちのやり方だ！ | B-2番   |          |          |
| 1st敗退 | キンタロー。 フリー                           | 860 | 初進出 ノーシード        | 顔面狂気                 | B-4番   |          |          |
| 1st敗退 | エルフ 吉本興業                               | 901 | 3年連続 3回目            | 優勝しか勝たん           | C-2番   |          |          |
| 1st敗退 | 足腰げんき教室 ワタナベエンターテインメント   | 876 | 初進出                   | 漫才は爆発だ！           | C-3番   |          |          |
| 1st敗退 | 河邑ミク 松竹芸能                             | 880 | 2年ぶり 2回目            | 鋼の自信                 | C-4番   |          |          |

| 試合    | 試合    | 名前         | 得票数 | 視聴者 | 川島 | 田中 | 哲夫 | 渡辺 | 野田 | 森田 |
| ------- | ------- | ------------ | ------ | ------ | ---- | ---- | ---- | ---- | ---- | ---- |
| 第1試合 | 先攻    | やました     | 5      |        | ★    | ★    | ★    | ★    |      | ★    |
| 第1試合 | 後攻    | ぼる塾       | 2      | ★      |      |      |      |      | ★    |      |
| 第2試合 | 暫定1位 | やました     | 2      | ★      | ★    |      |      |      |      |      |
| 第2試合 | 対戦者  | にぼしいわし | 5      |        |      | ★    | ★    | ★    | ★    | ★    |
| 第3試合 | 暫定1位 | にぼしいわし | 5      |        | ★    | ★    | ★    |      | ★    | ★    |
| 第3試合 | 対戦者  | もじゃ       | 2      | ★      |      |      |      | ★    |      |      |

| 試合    | 試合    | 名前           | 得票数 | 視聴者 | 川島 | 田中 | 哲夫 | 渡辺 | 野田 | 森田 |
| ------- | ------- | -------------- | ------ | ------ | ---- | ---- | ---- | ---- | ---- | ---- |
| 第1試合 | 先攻    | レモンコマドリ | 3      |        |      | ★    | ★    | ★    |      |      |
| 第1試合 | 後攻    | おかずクラブ   | 4      | ★      | ★    |      |      |      | ★    | ★    |
| 第2試合 | 暫定1位 | おかずクラブ   | 2      | ★      |      |      |      |      |      | ★    |
| 第2試合 | 対戦者  | 紺野ぶるま     | 5      |        | ★    | ★    | ★    | ★    | ★    |      |
| 第3試合 | 暫定1位 | 紺野ぶるま     | 4      |        |      | ★    | ★    | ★    |      | ★    |
| 第3試合 | 対戦者  | キンタロー。   | 3      | ★      | ★    |      |      |      | ★    |      |

| 試合    | 試合    | 名前           | 得票数 | 視聴者 | 川島 | 田中 | 哲夫 | 渡辺 | 野田 | 森田 |
| ------- | ------- | -------------- | ------ | ------ | ---- | ---- | ---- | ---- | ---- | ---- |
| 第1試合 | 先攻    | 忠犬立ハチ高   | 5      |        |      | ★    | ★    | ★    | ★    | ★    |
| 第1試合 | 後攻    | エルフ         | 2      | ★      | ★    |      |      |      |      |      |
| 第2試合 | 暫定1位 | 忠犬立ハチ高   | 7      | ★      | ★    | ★    | ★    | ★    | ★    | ★    |
| 第2試合 | 対戦者  | 足腰げんき教室 | 0      |        |      |      |      |      |      |      |
| 第3試合 | 暫定1位 | 忠犬立ハチ高   | 7      | ★      | ★    | ★    | ★    | ★    | ★    | ★    |
| 第3試合 | 対戦者  | 河邑ミク       | 0      |        |      |      |      |      |      |      |

| ネタ順 | 名前         | 得票数 | 視聴者 | 川島 | 田中 | 哲夫 | 渡辺 | 野田 | 森田 |
| ------ | ------------ | ------ | ------ | ---- | ---- | ---- | ---- | ---- | ---- |
| 1      | にぼしいわし | 4      |        |      | ★    |      | ★    | ★    | ★    |
| 2      | 紺野ぶるま   | 2      |        | ★    |      | ★    |      |      |      |
| 3      | 忠犬立ハチ高 | 1      | ★      |      |      |      |      |      |      |

備考
- 決勝戦が史上初の火曜開催となった。
  - 2022年と2023年は土曜開催だったが、3年ぶりに平日開催となった。

- トゥインクル・コーポレーション所属の芸人が初めて決勝進出した（レモンコマドリ）。
- 決勝戦返り咲きが4組と過去最多。
- 初めて吉本興業所属芸人が1組も最終決戦に進出できなかった。
- 『M-1』『R-1』『KOC』『THE MANZAI』『THE SECOND』と合わせて、所属事務所のないフリーの芸人（にぼしいわし）が優勝したのは、『R-1ぐらんぷり2002』のだいたひかる以来2組目で、実に22年ぶりの快挙である。
- 初めて両方のステージで漫才を披露した芸人が優勝した。
- 5年連続で決勝戦経験者が優勝した。
- 過半数の試合（10試合中7試合）で視聴者票を得た組が敗退（最下位）に終わり、審査員との食い違いが目立つ回となった。
  - にぼしいわしは全試合に国民投票が導入された回で初めて、一度も視聴者票を得ることなく優勝した芸人となった。

- 最終決戦で3組全員が下ネタを含むネタを披露したことが物議を醸し、決勝戦後の反省会でエルフ・荒川が苦言を呈する事態となった。

## 各種記録等
| 項目               | 記録      | 記録保持者                 | 放送回       |
| ------------------ | --------- | -------------------------- | ------------ |
| 優勝時の最長芸歴   | 12年      | 稲田美紀（紅しょうが）     | 第7回        |
| 優勝時の最短芸歴   | 4年       | ゆりやんレトリィバァ       | 第1回        |
| 決勝進出最年長記録 | 58歳288日 | 小田ひとみ（変ホ長調）     | 第7回        |
| 最年長優勝記録     | 46歳149日 | 渡辺江里子（阿佐ヶ谷姉妹） | 第2回        |
| 決勝進出最年少記録 | 22歳264日 | 誠（ヨネダ2000）           | 第5回        |
| 最年少優勝記録     | 25歳23日  | ゆめっち（3時のヒロイン）  | 第3回        |
| 決勝進出最長芸歴   | 22年      | あぁ〜しらき               | 第7回        |
| 決勝進出最短芸歴   | 8か月     | そのこ                     | 第3回        |
| 決勝進出最短芸歴   | 8か月     | はるかぜに告ぐ             | 第7回        |
| 決勝進出回数       | 5回       | 紅しょうが                 | 第2・4 - 7回 |
| 連続決勝進出回数   | 4回       | スパイク                   | 第4 - 7回    |
| 連続決勝進出回数   | 4回       | 紅しょうが                 | 第4 - 7回    |
| 最終決戦進出回数   | 3回       | 紅しょうが                 | 第4・6・7回  |

## 評価
大会は開催前から批判を受けた。デイリー新潮はMTVが主催するMTV Video Music Awardsで男女別の表彰が廃止されるなどしたアメリカ合衆国で同様の大会を開催したら「女性を特別視」しているとみなされ「政治的に正しくない」としてひと悶着あるだろうと指摘。「それと比べれば、「女芸人ナンバー1」を無邪気に開催できる日本は、実に寛容で自由な国なのである。」と皮肉を送った。お笑い評論家・ラリー遠田は第1回開催当時の2017年、同じ土俵で戦っていたものを性別という基準で分けることに疑問を呈し、LGBT的な人が出てきた場合どうするのかと投げかけている（一方で第3回開催当時の2019年には「この大会には好印象を持っている」とも述べている）。また、社会学者の太田省一は、「M-1グランプリ」の最終決戦（上位3組）に女性コンビが残ったことが今まで1度も無いことを前例にとって「THE Wのような女性限定のイベントが出来るということは、女性がまだ女性枠としてしか評価されていないことの裏返し」と解説している。
吉本興業所属の姉妹コンビ・Dr.ハインリッヒは本大会のコンセプトに対して否定的である事を公表しており、第1回大会には出場したものの以降は出場しておらず、今後も出場はしない事を明言している。またメンバーの幸は「M-1グランプリ」と比べた上で本大会を「全てのレベルが違う」と評しており、これに加え「賞レースに出られない女の人に対して、じゃあテレビに出れる、賞金もあるっていうチャンスとして始まった。でもそれ、ものすごい的外れな優しさだと思う」「女だけで戦ってるから、まだ面白くない状態でも出れてしまう。あと数年、劇場で経験積んだらもっと面白い完成度のネタを作れたかもしれん子が、未熟な状態のまま決勝に出れてしまう」「そしたら『やっぱ女はおもろない』ってこき下ろせる便利な装置になってしまってる。これは余計なもん作りおった（って思った）」と複雑な心境を吐露している他、「ルール無用で女のみで競い合うって、かなり不自然な事」と本大会に対して辛辣なコメントも残している。
第1回大会への参加を表明していた山田邦子は、大会にスポンサーがつき審査員に出演料が支払われるにもかかわらず、出場者は参加費を払い出演料は優勝賞金のみで支払われないということに疑問を呈した。山田は一度はそれに納得したものの、自身の名前が大会の宣伝に使われたことから主催者側に不信感を募らせ、結局参加を辞退している。一方、当時の山田の所属事務所・太田プロダクションは、辞退は「事務所側から本人への説明不足」が原因だったとしている。
友近は第1回大会での出場者の少なさを嘆き、「ノラちゃんもブルゾンも出ない。大御所にも2000円を払わせる。コンセプトもはっきり決まってない。本当の『Wの悲劇』にならんように」と薬師丸ひろ子主演の映画にかけ批判しつつ出場には前向きだったが 、2回戦の本番直前にコントに使う小道具をマネージャーが忘れるというアクシデントに見舞われ欠場となった。ちなみに友近はその後、第5回大会（2021年）から審査員として出演している。
第1回大会の決勝の放送では、観客の不自然な笑い声に批判が集まった。SNS上では「不愉快」「うっとうしい」などの書き込みが相次ぎ、この笑い声は日本テレビ側が用意した効果音なのではないかとの声も上がった。こうした疑惑について日本テレビの広報部は「効果音の使用は一切ございません」と否定している。
第3回大会（2019年）については、日刊スポーツ芸能番記者は「過去2回大会のレベルはお世辞にも高いとは言えなかった。もし今年も同じようなレベルだったらと危ぶんでいたが、今回はそんな思いを吹き飛ばしてくれた」といった内容をコラムにて評している。また、第1回・第2回決勝戦に副音声で出演していた松本人志（ダウンタウン）は「ちゃんとしたコンテストになってきた」と感じたと、本大会の“進化”を指摘している。
第5回大会（2021年）においては、「オダウエダの優勝に対してインターネット上では審査員に対する疑問の声が多数挙がった」と報じるメディアもあった。しかし一方で、ライターの堀井憲一郎は「審査結果は意外ではあったが、でもこれはこれで正しいとおもう」「この結果でよかったのだと、あらためて確認できた」、M-1グランプリで審査員も務める塙宣之（ナイツ）は「僕はオダウエダでしたね」と評している。また、塙は2019年に刊行した自著『言い訳 関東芸人はなぜM-1で勝てないのか』の中で、同大会1回目について「つまらない」と苦言を呈していたものの、今大会後には「レべルがちょっと上がったんですかね、みんなおもしろくて」とも述べていた。

## その他
- 本大会は2017年10月13日が初日の東京1回戦から始まったが、この日エントリーナンバー1として最初にネタを披露したのは危険物てぃらてぃらだった[85]。
- 第3回（2019年）でエントリー方法、審査方法など変更になった点が多かったが、その他にも「改革」が色々行われた。前述で「レベル」の評価があったのを受けるように、女性芸人全体のレベルアップを図るのを目的として、本番組のバックアップによるライブ『THE W presents 女芸人ネタ祭り』を立ち上げ、2019年から開催。多くの事務所から女性芸人が参加し、持ち時間も準決勝以上進出経験者は4分、それ以外は基本2分と大会本番同様の制限時間も設けられている。観客投票制で3位まで順位が発表され、2019年のこのライブでは3時のヒロインは1位1回を含む参加した3回全てでベスト3に入った他、準優勝のはなしょーも1回、ファイナリストのハルカラも2回それぞれ1位を獲得している。終演後にはネタについて話をする機会として出演芸人の他にTHE Wスタッフ、放送作家、その他日テレ社員も加わっての懇親会を行っている[26]。
- 第3回で決勝戦のセットも大きく変更。第1回・第2回のセットについて、これまでスタジオゲスト及び審査員として3回全て出演しているヒロミから「舞台がお客さんから離れ過ぎてるから（出場芸人が）やりにくいんじゃないか」と言われたこともあり、懇親会を通じて芸人たちの要望を聞いたり各事務所からの意見を受けた結果「劇場のようなセットが一番良い」ということで、その劇場はどれにしたらいいのかを訊いたところCBGKシブゲキ!!が一番挙がったことから、これを参考にしてセットを組んだという。また準決勝と決勝で客層に大きな違いを出さないよう準決勝において観客の一部は招待制とし、準決勝も決勝戦のスタジオに近い客層とすることを図った。そして決勝戦本番の緊張感の緩和を図るために控室の割り当ても変更。第1回・第2回のファーストステージは1対1対戦の形式だったことから、緊張感を保つために対戦相手とは楽屋もエレベーターも別にして、スタジオまで一切お互いを会わせないようにしていたが、もう少し和気あいあいな雰囲気の方が実力を発揮しやすいという意見があったことから、大部屋を控室として全出場者をそこに集結させることとした[26]。
- 第7回（2023年）からは片岡明日香ディレクター（第8回からはプロデューサー）の主導により、「女性性を変に強調しすぎている」と感じていたアートワークを一新[86]。女性のみのクリエイティブ・チームを組んで、ロゴの変更、メインビジュアルの作成、HPの刷新などビジュアル面で大きな改革を行った[87]。
- 他のお笑い賞レースの決勝戦の放送時間（2020年においては、M-1グランプリは18:34 - 22:10、R-1ぐらんぷりは19:00 - 21:00、キングオブコントは19:00 - 21:54）に比べてTHE Wは最も遅い時間まで放送されており、優勝者の会見は午後11時過ぎとなる。そのため、スポーツ紙など各新聞は締め切り時間の関係で、優勝会見の記事は翌日の新聞紙面にはさわりしか紹介できなかったり、一部地域配達分にしか掲載出来ず地域によっては掲載出来なかったりすることも多かったが、[88]2022年からはそれまでから1時間繰り上げて19:00 - 21:54に放送している。[38]
- 第3回優勝者の3時のヒロイン以降の歴代優勝者は、ニッポン放送の深夜番組『オールナイトニッポン0(ZERO)』のスペシャルパーソナリティを務めることが恒例となっている[注 41][89][90][91][92][93]。

## パロディ番組・企画
- 有吉の壁「賞レースの壁を越えろ! 男版THE W」（2020年12月9日放送）
  - 「THE M」にすると同じ日本テレビで放送された音楽番組があることがあって、関係者からクレームが来るため、このタイトルになった。
  - 「ブレイク芸人選手権」（本ネタではないキャラクターに扮してネタを披露する）の派生企画で、男性芸人たちが女性芸人になりきってネタを披露した。